# Visual Studio Code
Visual Studio Code és un editor de codi font desenvolupat per Microsoft per a Windows, Linux i macOS. Inclou suport per a la depuració, control integrat de Git, ressaltat de sintaxi, finalització intel·ligent codi, fragments i refactorització de codi. També és personalitzable, de manera que els usuaris poden canviar el tema de l'editor, les adreces de teclat i les preferències. És gratuït i de codi obert, encara que la descàrrega oficial està sota programari propietari. Visual Studio Code es basa en Electron, un entorn de treball (framework) que s'utilitza per implementar aplicacions NODE.JS per a l'escriptori, que s'executa en el motor de disseny Blink. Encara que utilitza el entorn de treball Electron, el programari no fa servir Atom i en el seu lloc fa servir el mateix component editor ("Monaco") utilitzat en Visual Studio Team Services (anteriorment anomenat Visual Studio Online).

## Instal·lació Windows
Per descarregar l'executable aquesta és la pàgina oficial https://code.visualstudio.com/.

## Instal·lació Ubuntu
-Descàrrega des de web https://code.visualstudio.com/
-sudo unzip VSCode-linux-x64.zip -d /opt/vscode
-Executar l'instal·lador.